# Rutilius Claudius Namatianus
Rutilius Claudius Namatianus (fl. sec. al V-lea) a fost un poet latin, considerat ultimul mare poet al Romei antice.
Din opera sa s-a păstrat parțial poemul De reditu suo („Itinerariul întoarcerii”), scris în versuri elegiace și prin care exprimă atracția pentru gloria din trecut a Imperiului Roman.
Se remarcă sinceritatea emoției clasice pentru natură și valorile umane.